# Stazione di Shin-Minamata
La stazione di Shin-Minamata (新水俣駅?, Shin-Minamata-eki) è una stazione ferroviaria di Minamata servita anche dalla linea ad alta velocità del Kyūshū Shinkansen. Le altre linee sono la ferrovia privata ferrovia arancio Hisatsu.

## Linee

### Treni
- JR Kyushu
  - Kyūshū Shinkansen
- Hisatsu Orange Railway
  - Ferrovia arancio Hisatsu